# Unidades regionais da Grécia

Divisão administrativa da Grécia após a reforma "Kallikratis": as cores indicam as regiões, os tons as unidades regionais e as linhas delgadas os municípios

Unidades regionais (ou unidades periféricas; em grego: περιφερειακές ενότητες; romaniz.: perifereiakis enótites; sing.: περιφερειακή ενότητα) são as divisões administrativas de segunda ordem da Grécia, criadas através do plano Calícrates, que entrou em vigor em 1 de janeiro de 2011. São subdivisões das regiões do país, e dividem-se, por sua vez, em municípios. Atualmente, são 74 as unidades regionais que compõem o país, substituindo as extintas 51 prefeituras.

## Formação
Geograficamente, sua idealização e criação se deu do seguinte modo:
- Nas unidades regionais da Macedónia Central, Macedónia Ocidental, Epiro, Grécia Central, Grécia Ocidental, Peloponeso e Creta correspondem às antigas prefeituras.
- Nas unidades regionais da Macedónia Oriental e Trácia, Ilhas Jónicas, Egeu Setentrional e Tessália algumas unidades periféricas correspondem às antigas prefeituras, e outras procedem da divisão de uma prefeitura.
- Nas unidades regionais da Ática e Egeu Meridional não se teve em conta as antigas prefeituras, mas sim critérios de população e de proximidade.

## Lista de unidades regionais
| Região                      | Unidade regional    | Antiga prefeitura correspondente |
| --------------------------- | ------------------- | -------------------------------- |
| Ática                       | Atenas Setentrional | Atenas (parte)                   |
| Ática                       | Atenas Ocidental    | Atenas (parte)                   |
| Ática                       | Atenas Central      | Atenas (parte)                   |
| Ática                       | Atenas Meridional   | Atenas (parte)                   |
| Ática                       | Ática Oriental      | Ática Oriental                   |
| Ática                       | Ática Ocidental     | Ática Ocidental                  |
| Ática                       | Pireu               | Pireu (parte)                    |
| Ática                       | Ilhas               | Pireu (parte)                    |
| Grécia Central              | Beócia              | Beócia                           |
| Grécia Central              | Eubeia              | Eubeia                           |
| Grécia Central              | Euritânia           | Euritânia                        |
| Grécia Central              | Fócida              | Fócida                           |
| Grécia Central              | Ftiótida            | Ftiótida                         |
| Macedónia Central           | Emátia              | Emátia                           |
| Macedónia Central           | Salonica            | Salonica                         |
| Macedónia Central           | Kilkís              | Kilkis                           |
| Macedónia Central           | Pela                | Pela                             |
| Macedónia Central           | Pieria              | Pieria                           |
| Macedónia Central           | Serres              | Serres                           |
| Macedónia Central           | Calcídica           | Calcídica                        |
| Creta                       | Chania              | Chania                           |
| Creta                       | Heraclião           | Heraclião                        |
| Creta                       | Lasíti              | Lasíti                           |
| Creta                       | Retimno             | Retimno                          |
| Egeu Meridional             | Andros              | Cíclades (parte)                 |
| Egeu Meridional             | Calímnos            | Dodecaneso (parte)               |
| Egeu Meridional             | Cárpatos            | Dodecaneso (parte)               |
| Egeu Meridional             | Ceos-Cítnos         | Cíclades (parte)                 |
| Egeu Meridional             | Cós                 | Dodecaneso (parte)               |
| Egeu Meridional             | Milos               | Cíclades (parte)                 |
| Egeu Meridional             | Míconos             | Cíclades (parte)                 |
| Egeu Meridional             | Naxos               | Cíclades (parte)                 |
| Egeu Meridional             | Paros               | Cíclades (parte)                 |
| Egeu Meridional             | Rodes               | Dodecaneso (parte)               |
| Egeu Meridional             | Siro                | Cíclades (parte)                 |
| Egeu Meridional             | Santorini/Tira      | Cíclades (parte)                 |
| Egeu Meridional             | Tinos               | Cíclades (parte)                 |
| Egeu Setentrional           | Quios               | Quios                            |
| Egeu Setentrional           | Icária              | Samos (parte)                    |
| Egeu Setentrional           | Lemnos              | Lesbos (parte)                   |
| Egeu Setentrional           | Lesbos              | Lesbos (parte)                   |
| Egeu Setentrional           | Samos               | Samos (parte)                    |
| Epiro                       | Arta                | Arta                             |
| Epiro                       | Janina              | Janina                           |
| Epiro                       | Preveza             | Preveza                          |
| Epiro                       | Tesprócia           | Tesprócia                        |
| Grécia Ocidental            | Acaia               | Acaia                            |
| Grécia Ocidental            | Etólia-Acarnânia    | Etólia-Acarnânia                 |
| Grécia Ocidental            | Élida               | Élida                            |
| Ilhas Jónicas               | Corfu               | Corfu                            |
| Ilhas Jónicas               | Ítaca               | Cefalónia (parte)                |
| Ilhas Jónicas               | Cefalónia           | Cefalónia (parte)                |
| Ilhas Jónicas               | Lêucade             | Lêucade                          |
| Ilhas Jónicas               | Zacinto             | Zacinto                          |
| Macedónia Ocidental         | Florina             | Florina                          |
| Macedónia Ocidental         | Grevena             | Grevena                          |
| Macedónia Ocidental         | Castória            | Castória                         |
| Macedónia Ocidental         | Cozani              | Cozani                           |
| Macedónia Oriental e Trácia | Drama               | Drama                            |
| Macedónia Oriental e Trácia | Evros               | Evros                            |
| Macedónia Oriental e Trácia | Tasos               | Cavala (parte)                   |
| Macedónia Oriental e Trácia | Cavala              | Cavala (parte)                   |
| Macedónia Oriental e Trácia | Xanti               | Xanti                            |
| Macedónia Oriental e Trácia | Ródope              | Ródope                           |
| Peloponeso                  | Arcádia             | Arcádia                          |
| Peloponeso                  | Argólida            | Argólida                         |
| Peloponeso                  | Coríntia            | Coríntia                         |
| Peloponeso                  | Lacónia             | Lacónia                          |
| Peloponeso                  | Messénia            | Messénia                         |
| Tessália                    | Karditsa            | Karditsa                         |
| Tessália                    | Lárissa             | Lárissa                          |
| Tessália                    | Magnésia            | Magnésia (parte)                 |
| Tessália                    | Espórades           | Magnésia (parte)                 |
| Tessália                    | Trícala             | Trícala                          |